# Karabin Bor
BOR 7,62 – polski powtarzalny karabin wyborowy.

## Historia
Po zakończeniu w 2005 r. prac nad wielkokalibrowym karabinem wyborowym Tor (WKW Wilk) w Ośrodku Badawczo-Rozwojowym Sprzętu Mechanicznego w Tarnowie postanowiono kontynuować prace nad bronią wyborową. Postanowiono, że obok Tora w OBR powstaną także karabiny wyborowe kalibru 5,56 mm, 7,62 mm i ok. 20 mm.
Jako pierwszy postanowiono opracować karabin kalibru 7,62 × 51 mm NATO. Prace nad nim zostały dofinansowane przez Ministerstwo Nauki i Szkolnictwa Wyższego. Konstruktorem nowego karabinu jest Aleksander Leżucha. Od jego imienia nowy karabin otrzymał zakładową nazwę Alex.
Próby zakładowe modelu nowego karabinu (z lufą 680 mm) rozpoczęły się 18 lipca 2005. W 2006 karabin otrzymał oficjalną nazwę wojskową BOR. Na etapie prototypu A. Leżucha opracował lekko „odchudzoną” wersję karabinu z lufą o długości 660 mm oraz wersję short o długości lufy 560 mm.
Państwowe badania prototypów zostały zakończone pod koniec grudnia 2006 roku z wynikiem pozytywnym.
Podjęto prace nad zastosowaniem łoża z włókna węglowego.
Bor jest karabinem powtarzalnym w układzie bullpup. Zasilanie z magazynka pudełkowego o pojemności 5 nabojów lub dwurzędowego na 10 naboi.
Wyposażony jest w uniwersalną szynę montażową do celownika optycznego i dodatkowy zestaw szyn montażowych do mocowania innych urządzeń (np. przystawki noktowizyjnej).
Standardowo jest obecnie wyposażany w komercyjny celownik optyczny Schmidt & Bender 3-12×50 PM II/LP (wcześniej Leupold Mark IV Long, Range Tactical 4,5-14×50 M1).
Broń wyposażono w hamulec wylotowy oraz składany dwójnóg i podporę tylną.

## Zamówienia
7 września 2008 roku Ministerstwo Obrony Narodowej zakupiło w OBR Tarnów 51 karabinów Bor. 31 z nich miało być dostarczonych w 2008 roku, pozostałe 20 w roku następnym. Zamówienie zostało rozszerzone o dodatkowych 30 egzemplarzy dostarczonych w 2010 roku.
Drugie zamówienie na dostawy karabinów Bor zawarte zostało 8 czerwca 2011. Zakupiono wówczas 55 sztuk broni.
W 2014 roku Inspektorat Uzbrojenia WP rozpoczął negocjacje z ZM Tarnów w sprawie kupna kolejnej, trzeciej partii karabinów Bor. W wyniku postępowania udzielono zamówienia na 60 sztuk broni. Jednocześnie poinformowano o prowadzonych negocjacjach mających na celu zakup wersji na nabój .338 Lapua Magnum.
6 września 2017 roku na MSPO 2017 w Kielcach Inspektorat Uzbrojenia MON w obecności wiceministra Bartosza Kownackiego podpisał umowę na zakup 657 karabinów BOR za niecałe 24 mln zł.
Pod koniec marca 2023 roku Agencja Uzbrojenia podpisała z Zakładami Mechanicznymi Tarnów S.A. umowę na dostawę kolejnych 50 egz. 7,62 mm karabinów wyborowych BOR. Wartość umowy wyniosła niecałe 2,9 mln zł brutto, a karabiny trafią do Polskich Sił Zbrojnych w latach 2023–2024.

## Alex-338

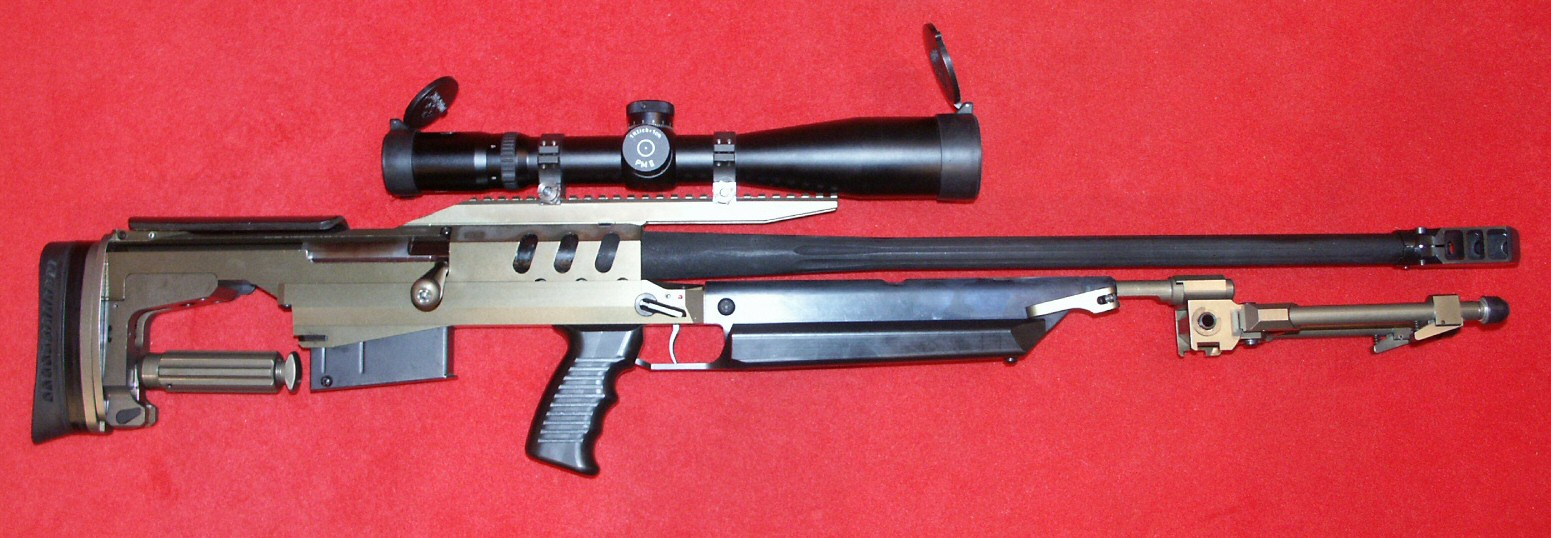
Polski karabin wyborowy Alex-338

W 2008 opracowano wersję na nabój .338 Lapua Magnum (8.6x70 mm), nazwaną ALEX-338.
Zachowane zostały niemal identyczne wymiary zewnętrzne jak w modelu BOR 7,62. Długość karabinu to 985 mm a masa bez optyki to 6,5 kg (z lunetą 7,3 kg). Broń wyposażono w lufę o długości 660 mm.
W odróżnieniu od Bora, Alex-338 ma niższy wspornik pod uniwersalną szynę montażową Picatinny, inny kształt komory spustowej i długiego łoża. Łoże przystosowano do mocowania dodatkowej przedniej szyny montażowej (można na niej zainstalować np. przystawkę noktowizyjną do celownika optycznego).
Karabin charakteryzuje się dużym zasięgiem i siłą rażenia przy zachowaniu bardzo dobrej celności oraz niewielkiej masy.
Przeznaczony jest do precyzyjnego rażenia celów punktowych na bardzo dalekich dystansach, do siły żywej – 2000 m i celów lekko opancerzonych – 1000 m.
Karabiny Alex-338 były między 2014 a 2016 rokiem przedmiotem eksportu dla armii Nigerii.

## Alex Tactical Sport 308 Winchester
Jest to wersja przeznaczona do masowej sprzedaży, w kalibrze .308 Winchester. Jest ona dostosowana do wymogów sportowych (z dodatkowym przeznaczeniem m.in. dla myśliwych, służb wsparcia policji), a konstrukcja została uproszczona – liczba części składowych zredukowana. Masa 5,3 kg; broń powtarzalna, fabrycznie dodawany 10-nabojowy, dwurzędowy magazynek.
Zaprezentowana w dniach 8–11 marca 2013 na targach IWA 2013 & OutdoorClassics w Norymberdze.